# Yllenus namulinensis
Yllenus namulinensis är en spindelart som beskrevs av Hu 200. Yllenus namulinensis ingår i släktet Yllenus och familjen hoppspindlar. Inga underarter finns listade i Catalogue of Life.